# San Giovanni in Marignano
San Giovanni in Marignano (San Giàn, Sin Giàn o San Zvan in romagnolo) è un comune italiano di 9 447 abitanti della provincia di Rimini in Emilia-Romagna.

## Geografia fisica
È situato nella parte sud-orientale della provincia di Rimini, all'estremo lembo meridionale dell'Emilia-Romagna e al confine con la regione Marche. Il capoluogo è attraversato dal torrente Ventena mentre il territorio comunale è compreso tra il fiume Conca ed il torrente Tavollo. Si colloca nella fascia pedecollinare a ridosso delle ultime propaggini dell'Appennino.
Confina a nord con Cattolica, a nord-ovest con Misano Adriatico, ad ovest con San Clemente, a sud-ovest con Morciano di Romagna, a sud con Saludecio e ad est con le Marche (Tavullia e Gradara).

## Origini del nome
Il toponimo è l'unione di due nomi: San Giovanni, riferito alla chiesa di San Giovanni Battista in Castelvecchio (il primo nucleo abitativo del paese) e Marignano, poiché il borgo era vicino al fundus rusticus Mariniani, un fondo agricolo di epoca tardo-romana il cui proprietario si chiamava, presumibilmente, Marinus.

## Storia

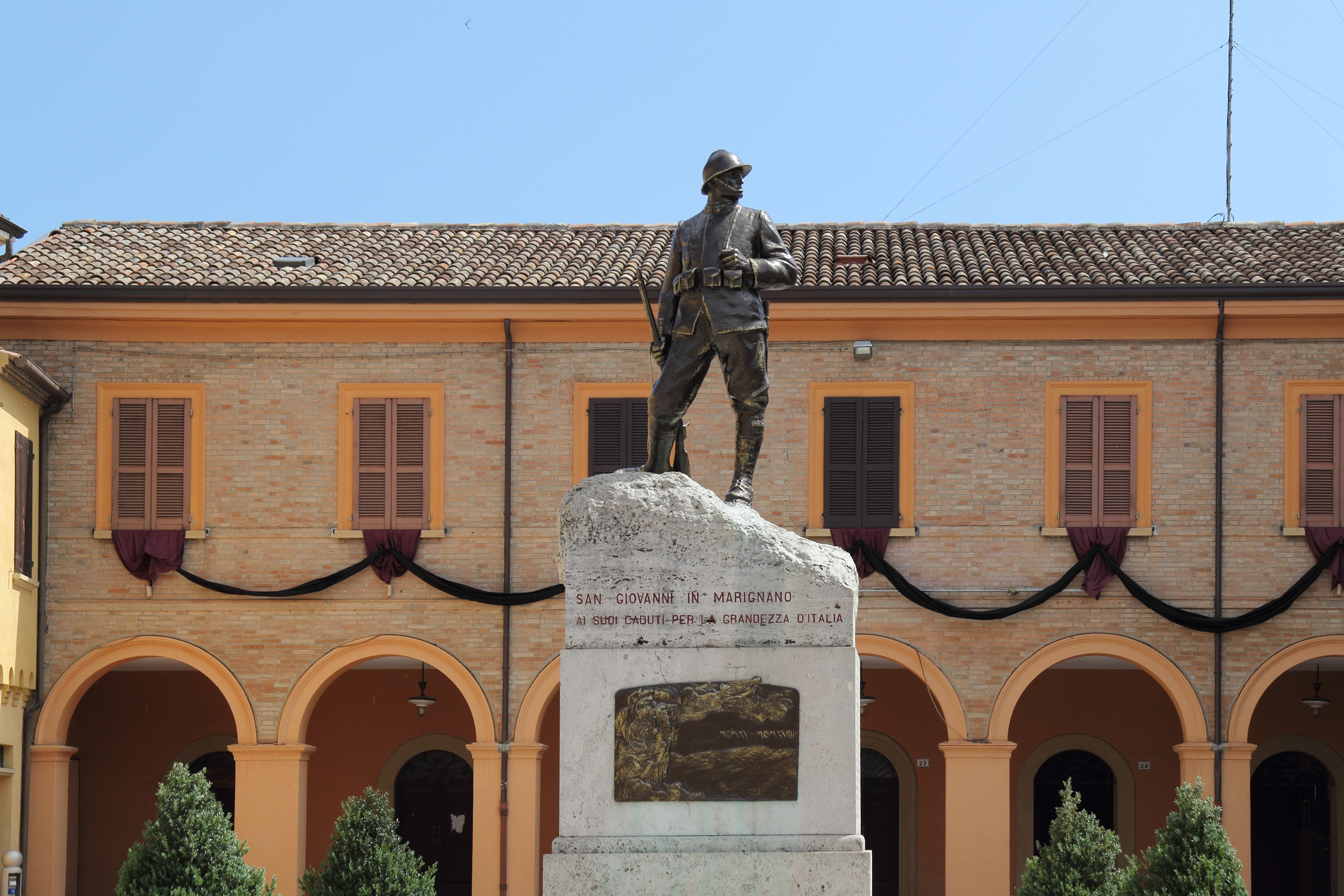
Monumento in ricordo dei caduti in guerra, opera di Torquato Tamagnini

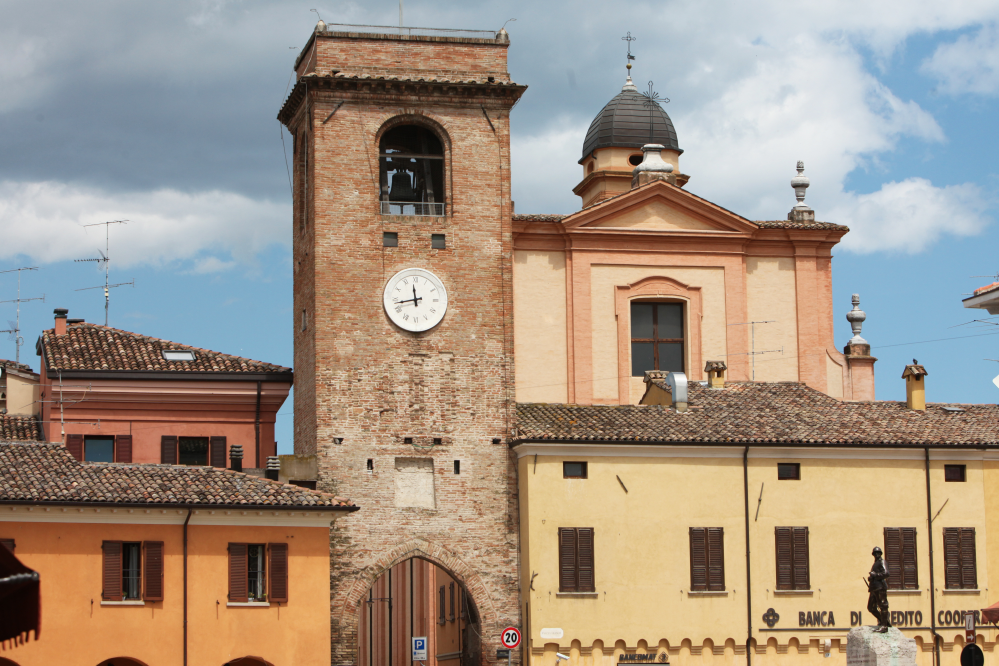
La torre di piazza Silvagni e la chiesa di San Pietro Apostolo

San Giovanni in Marignano è la porta d'ingresso della Valconca. La valle del Conca era abitata fin dal Paleolitico. I Romani fondarono un insediamento che, con ogni probabilità, era caratterizzato da una villa dedita alla produzione agricola e al commercio con il Mediterraneo, sita nella zona di Madonna del Monte, in territorio collinare.
Nella seconda metà del XIII secolo l'abitato fu trasferito in pianura, in prossimità del torrente Ventena, grazie all'opera di bonifica e di dissodamento attuata dai Benedettini Cassinesi di Ravenna. I monaci impiantarono coltivazioni di grano, uva ed ulivo.
Nel Quattrocento il territorio riminese, e quindi anche San Giovanni in Marignano, era dominato dalla Signoria dei Malatesta, sotto il controllo nominale dello Stato della Chiesa. Palazzo Corbucci era la residenza estiva di Sigismondo Pandolfo Malatesta, signore di Rimini. I Corbucci erano la famiglia più nobile e antica del paese. Tra il 1438 e il 1442 Sigismondo Pandolfo dotò San Giovanni in Marignano di una nuova cinta muraria, con sei torrioni e due torri a difesa, rispettivamente di Porta Pesaro e di Porta Rimini, ciascuna dotata di ponte levatoio.
Le mura del borgo fortificato, tuttora largamente visibili seppure inglobate in proprietà private, hanno oggi punti significativi di delimitazione nella torre campanaria, nel teatro Massari, nel ponte sul Ventena (nella parte a nord-est della città) e in alcuni bastioni superstiti.
Questo impianto, realizzato in pianura, difendeva i depositi di grano conservati nel sottosuolo del borgo. Ogni proprietario terriero aveva la sua fossa. Nel XV secolo infatti sono attestate oltre 200 fosse da grano e ancora nell'Ottocento, nella strada principale, Corso XX Settembre, sono presenti e censiti nell'Archivio storico comunale, 128 contenitori ipogei, in parte tuttora visibili.
San Giovanni in Marignano fu stretto d'assedio senza successo dal Piccinino (1443). Passò a Venezia nel 1504 e, infeudato ai duchi di Urbino nel 1508, passò alla Santa Sede restandovi fino al 1859, salvo la breve parentesi napoleonica dal 1797 al 1814.
Nel 1897 si ha la scissione dell'appodiato di Cattolica, che diventa comune autonomo, sancendo così la separazione tra due ben distinte economie: quella marinara (poi anche turistica) di Cattolica e quella agricola (poi anche industriale) di San Giovanni. Cospicua è la partecipazione dei contadini ai moti agrari del 1913. La seconda guerra mondiale coinvolge direttamente il paese, situato lungo la Linea Gotica.
Il secondo dopoguerra è inizialmente difficile, manca il lavoro e riprende l'emigrazione, soprattutto verso Svizzera e Germania. La ripresa prende avvio dagli anni cinquanta quando si espande il turismo balneare nella vicina Cattolica; ciò stimola le attività artigianali e l'emigrazione cessa. Viene realizzata, dalla fine degli anni sessanta, l'area artigianale a monte del nuovo casello autostradale, aiutata da agevolazioni riservate alle aree depresse. Con la crescente produzione artigianale e industriale, soprattutto nei settori della moda e della cantieristica navale, il paese, già zona di emigrazione, diventa luogo di immigrazione.

### Simboli
Lo stemma e il gonfalone del comune di San Giovanni in Marignano sono stati concessi con decreto del presidente della Repubblica del 24 febbraio 2003.
Il gonfalone è un drappo di bianco con la bordatura di azzurro.

## Monumenti e luoghi d'interesse
- Chiesa della Beata Vergine delle Grazie, popolarmente chiamata Chiesa di Santa Lucia. Fu edificata alla fine del XIX secolo su una chiesa preesistente del Cinquecento. All'interno è custodito l'affresco di una Madonna in trono con Bambino che è stato sempre venerato come miracoloso, grazie alla compresenza dei Santi Rocco e Sebastiano, invocati soprattutto durante le pestilenze[10].
- La Torre civica o Torre dell'Orologio: è oggi l’ingresso al centro storico vero e proprio ed uno dei monumenti più antichi, infatti il suo arco risale al XIII secolo[10].

## Società

### Evoluzione demografica
Abitanti censiti

### Etnie e minoranze straniere
Secondo i dati ISTAT al 31 dicembre 2010 la popolazione straniera residente era di 663 persone. Le nazionalità maggiormente rappresentate in base alla loro percentuale sul totale della popolazione residente erano:
- Albania 174 1,91%
- Romania 96 1,06%

### Eventi e ricorrenze
Antica Fiera di Santa Lucia
Fiera che rievoca le tradizioni legate al solstizio invernale, alla celebrazione della Santa patrona della vista e alla vocazione contadina del borgo, da sempre caratterizzato per la produzione di grano, olio e uva. Si svolge nella settimana intorno al 13 dicembre. Per una secolare e radicata tradizione, a S. G. in Marignano le Feste natalizie cominciano con Santa Lucia.
Notte delle Streghe
Manifestazione che rievoca le tradizioni popolari, i riti della notte di San Giovanni e le celebrazioni legate al solstizio d'estate. Si svolge tra le vie del centro storico dal solstizio d'estate alla festa patronale (21/06 - 24/06).

## Economia

### Turismo
L'attività turistica è in fase di crescita, ed è favorita soprattutto dalla vicinanza alle località della Riviera romagnola e dall'appartenenza, assieme ad altri 4 comuni riminesi, del circuito dei "Borghi più belli d'Italia".

## Infrastrutture e trasporti
Il comune è collegato all'Autostrada A14 (Italia) tramite il casello Cattolica-S.Giovanni-Gabicce, situato all'interno del territorio comunale.
Lo scalo ferroviario più vicino, situato nel confinante comune di Cattolica, è la Stazione di Cattolica-San Giovanni-Gabicce.

## Sport
A San Giovanni in Marignano ha sede la società pallavolistica OMAG San Giovanni in Marignano, che milita in Serie A1 del campionato di pallavolo femminile.
Nel locale Stadio Comunale, normalmente utilizzato dalla Marignanese per il calcio (al 2020 senza mai partecipare a campionati professionistici), è stato disputato nel 2008 l'Italian Superbowl, finale del campionato nazionale di football americano.